# جيمس سنو
جيمس سنو هو سياسي كندي، ولد في 12 يوليو 1929 في هالتون هيلز في كندا، وتوفي في 13 سبتمبر 2008 في ميلتون في كندا بسبب السكري. حزبياً، نشط في حزب أونتاريو المحافظ التقدمي. وقد انتخب عضو برلمان مقاطعة أونتاريو.